# Точная копия (фильм)
«Точная копия» (фр. À ton image) — художественный фильм, мировая премьера состоялась 26 мая 2004 года. Фильм основан на новелле «À ton image» Луизы Ламбрикс.

## Сюжет
Матильда и Томас потеряли ребёнка. Врачи сказали, что они никогда не смогут иметь детей. Но Матильда и Томас готовы на всё ради ребёнка, и через некоторое время у них появляется дочь Манон, клон, созданный с помощью генной инженерии. Вскоре Манон становится привлекательной женщиной, стремящейся занять место Матильды…

## В ролях
| Актёр             | Роль              |
| ----------------- | ----------------- |
| Настасья Кински   | Матильда          |
| Кристофер Ламберт | Томас             |
| Одри ДеВайлдер    | Манон             |
| Рюфюс             | отец Матильды     |
| Анджей Северин    | профессор Кардоза |
| Франсин Берже     | мать Матильды     |